# Magical Mystery Tour (Film)
Magical Mystery Tour ist ein Musikfilm der britischen Band The Beatles aus dem Jahr 1967. Der gleichnamige Soundtrack zum Film erschien in Großbritannien in Form einer Doppel-EP, in den USA als Album.
Der Film hatte am 26. Dezember 1967 im britischen Fernsehen Premiere. Die Band selbst schrieb das Drehbuch und führte erstmals selbst Regie. Inhalt war eine psychedelische Busreise voller skurrilem Humor. Der Film erhielt nach der ersten Ausstrahlung heftige negative Kritiken und wurde zum ersten größeren Misserfolg der Beatles. Die Musik zum Film war dagegen erfolgreich. Der Soundtrack erreichte sowohl in Großbritannien als auch in den USA die ersten Plätze der Hitparade.

## Entstehung

### Konzeption und Musikaufnahmen
Die Grundlage für den Film wurde bereits im April 1967 gelegt, als Paul McCartney Anfang dieses Monats eine Reise in die USA unternahm. Inspiriert von Ken Kesey und dessen Merry Pranksters entwickelte er während des Rückflugs nach England ein grobes Konzept für einen etwa einstündigen Beatles-Film. Der Rest der Gruppe stimmte McCartneys Idee zu, der Start der Dreharbeiten verzögerte sich durch verschiedene andere Verpflichtungen – darunter die Vorbereitungen für den Film Yellow Submarine – bis zum September 1967.
Die Arbeiten für den Soundtrack begannen dagegen schon früher. Das erste Stück, das für den geplanten Film aufgenommen wurde, war der Titelsong Magical Mystery Tour. Die Aufnahmen für das Lied begannen am 25. April 1967 in den Abbey Road Studios. In den folgenden Monaten nahm die Gruppe die Stücke Your Mother Should Know, I Am the Walrus, Blue Jay Way, Flying und The Fool on the Hill für den Soundtrack auf.

### Dreharbeiten
Kurz vor Beginn der Dreharbeiten starb Brian Epstein, der Manager der Beatles. Sein Tod führte in der Folge zu einigen Schwierigkeiten bei den Dreharbeiten. Epstein hatte sich stets um die logistischen Notwendigkeiten gekümmert.

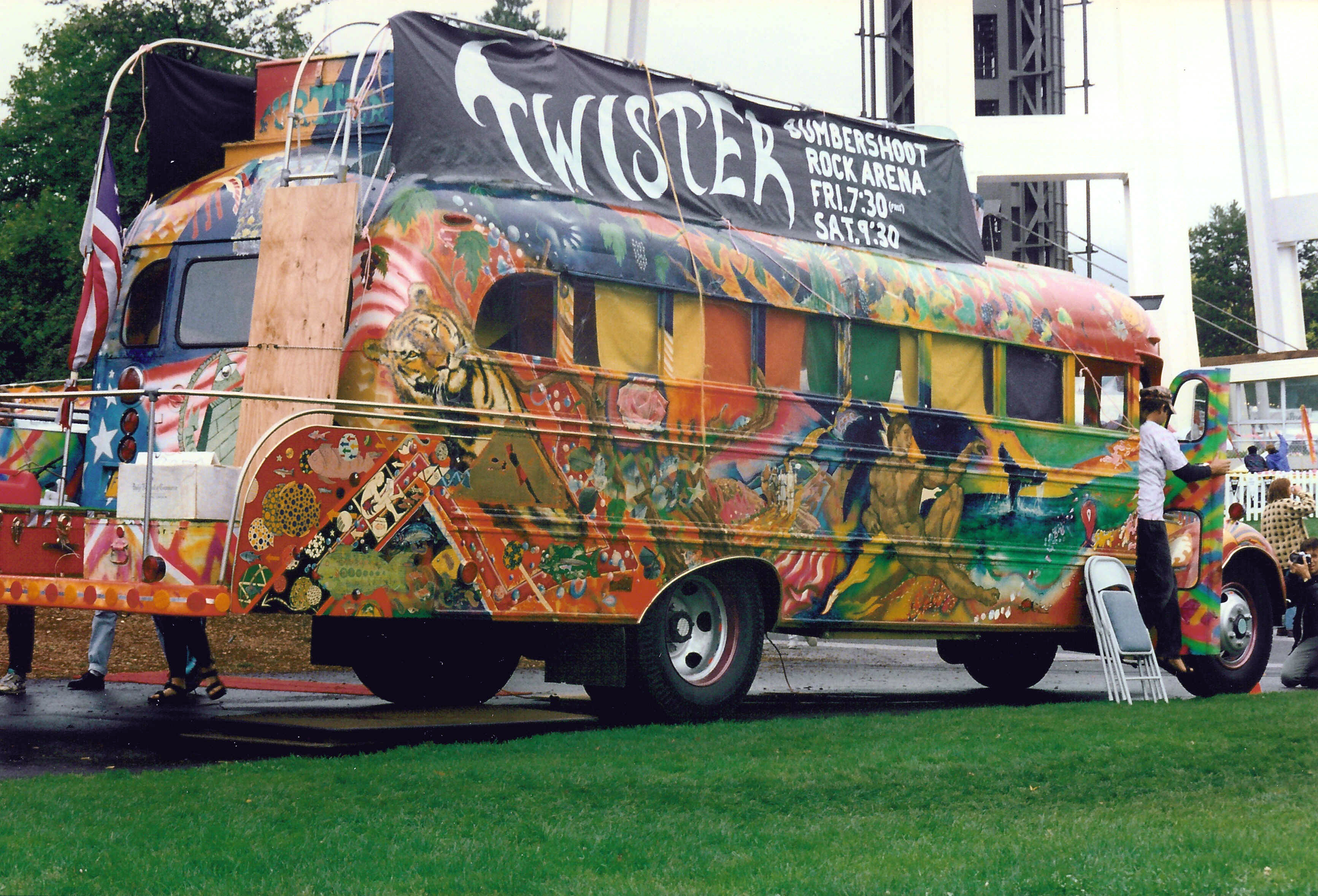
Vorbild für den Beatles-Film:
Der bunte Bus der Merry Pranksters

Am 11. September 1967 bestiegen die Beatles und ihre Filmcrew einen gemieteten Bus, um einige Szenen im West Country zu drehen. Die Fahrt begann morgens am Allsop Place in London. Schon bald folgten Pressevertreter und Fans dem bunt beklebten Bus. Die Route führte durch die englischen Grafschaften Somerset, Devon und Cornwall. Während der Fahrt in Richtung Newquay in der Grafschaft Cornwall wurden in den folgenden Tagen verschiedene improvisierte Szenen aufgenommen. Am 15. September 1967 kehrte der Bus nach London zurück. Am 18. September wurde im Londoner Nachtclub Raymond Revuebar eine Striptease-Szene gedreht. Zur Begleitmusik der Bonzo Dog Doo-Dah Band entkleidete sich die Stripperin Jan Carson.
Im Zeitraum vom 19. bis zum 24. September 1967 fanden verschiedene Aufnahmen auf einem stillgelegten RAF-Flugplatz in der Nähe von West Malling in der Grafschaft Kent statt.
Nach einer längeren Pause wurde am 29. Oktober 1967 in der Acanthus Road in London die Szene mit Ringo Starr und Jessie Robins gedreht, in der die beiden den Bus besteigen. Am 30. und 31. Oktober 1967 fanden in Nizza die Aufnahmen für die Fool-on-the-Hill-Sequenz mit Paul McCartney statt. Am 3. November 1967 wurden die Aufnahmen mit der Szene für George Harrisons Komposition Blue Jay Way abgeschlossen. Gefilmt wurde in Sunny Heights, dem Anwesen von Ringo Starr in Weybridge.

### Inhalt
Der Film hatte von Beginn an kein festes Drehbuch oder eine exakt durchgeplante Handlung. Die improvisierten Szenen, die während der Busfahrten aufgenommen wurden, dienten mehr als grobe Verbindung zwischen den speziell für den Film aufgenommenen Liedern der Beatles. Eine weitere Verbindung zwischen den Szenen findet durch von John Lennon gesprochene Voiceover-Passagen statt.
Der Film beginnt mit einer Aneinanderreihung von kurzen Ausschnitten der Szenen, die im späteren Verlauf des Films zu sehen sind. Unterlegt ist dieser Anfang mit dem Titellied Magical Mystery Tour. Nachdem Ringo als ‚Richard B. Starkey‘ in einem Geschäft zwei Tickets für die Reise erworben hat, folgt kurz darauf der Beginn der Busfahrt, eingeleitet durch Ringo und dessen Tante Jessica, die als letzte Passagiere den wartenden Bus besteigen.
Der Reiseleiter Jolly Jimmy Johnson begrüßt die Reisenden an Bord. Es folgen ein paar Szenen im Bus, so wird ein trauriger, kleiner Mann vorgestellt. Es ist Buster Bloodvessel (gespielt von dem mit Paul McCartney befreundeten Dichter und Songwriter Ivor Cutler), der die magische Busreise schon einmal unternommen hat und der sich dieses Mal für den Reiseleiter hält – die Fahrt davor, glaubte er, der Fahrer zu sein.
Die Kamera zeigt nun Paul McCartney, der neben einer attraktiven jungen Frau sitzt. Little George, der Fotograf, bittet McCartney ein Foto der jungen Dame machen zu dürfen. Die Erlaubnis wird erteilt und während Little George seine Fotos macht, folgt ein Tagtraum von Paul McCartney und man sieht ihn alleine in verschiedenen Landschaften umherwandern. Diese Szene wird mit dem Lied The Fool on the Hill musikalisch unterlegt. Eine Ansage der Hostess holt McCartney aus diesem Traum.

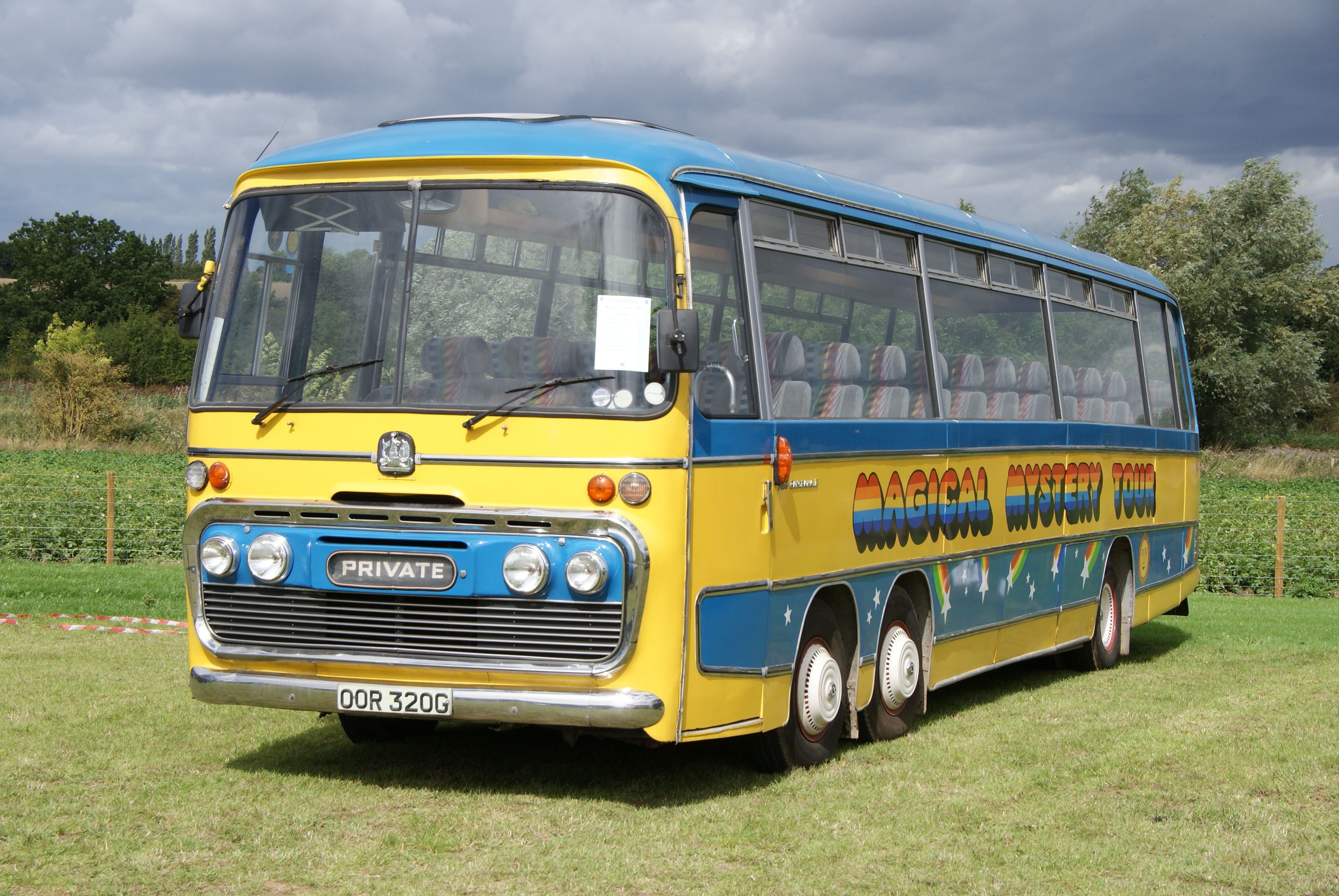
Reproduktion des Magical Mystery Tour-Busses

Kurz darauf wird die Reisegesellschaft in das Büro eines englischen Offiziers geführt. Ebenfalls anwesend ist ein Sergeant, der einen unverständlichen Redeschwall von sich gibt, bis er von Ringo Starr mit der Frage: “Why?” (‚Warum?‘) gestoppt wird. Abrupt befindet sich die Szenerie auf einer Wiese, wo der Sergeant einen kurzen „Stierkampf“ mit einer ausgestopften Kuh zeigt.
Die nächste Szene zeigt den „Magical Mystery Tour Marathon“. Der Beatles-Hit She Loves You dient in einer instrumentalen Bearbeitung als Hintergrundmusik. Auf einem alten Flugfeld findet zunächst ein Wettlauf statt, der in eine Wettfahrt übergeht, an dem ein Motorrad, ein paar Fahrräder, mehrere Autos und der von Ringo Starr gelenkte Bus beteiligt sind. Nach dem Rennen wird ein Gruppenfoto aufgenommen und anschließend die Reise im Bus fortgesetzt. Der Reiseleiter fordert die Reisenden auf, ihren Blick nach rechts zu wenden. Dies ist die Überleitung für eine Sequenz, die aus verschiedenfarbig kolorierten Landschaftsszenen besteht und mit dem Instrumentalstück Flying unterlegt ist.
Kurz darauf sieht man das Labor der „vier oder fünf“ Magier (dargestellt von den Beatles und ihrem Assistenten Mal Evans). Drei von ihnen sind bei verschiedenen Tätigkeiten zu sehen. Magier Ringo wiederholt mehrmals die Frage: “Where’s the bus?” (‚Wo ist der Bus?‘) Magier Paul schaut auf einer Karte nach und nennt den momentanen Ort des Busses. Die Handlung kehrt ins Innere des Fahrzeugs zurück, wo sich eine Romanze zwischen Buster Bloodvessel und Tante Jessica entwickelt. In der folgenden Traumsequenz – musikalisch unterlegt mit einer orchestralen Version des Beatles-Liedes All My Loving – werden Buster und Jessica am Strand gezeigt. Abrupt zurück im Bus hat Buster Bloodvessel den Posten des Reiseleiters angenommen und hält eine kurze Ansprache an die Passagiere, die zum nächsten Musikclip – I Am the Walrus – überleitet.
Es geht weiter mit einer Szene im Bus, die John Lennon mit dem kleinen Mädchen Nichola zeigt. Lennon unterhält das Mädchen mit dem Kinderreim “Five little dickie birds sitting on your head…” (‚Fünf kleine Vögelchen sitzen auf deinem Kopf…‘) und schenkt ihr einen Luftballon. Eine gesprochene Überleitung informiert darüber, dass Tante Jessica sehr hungrig ist. Eine Überblendung bringt eine weitere Traumsequenz. Tante Jessica sitzt mit Buster Bloodvessel in einem Restaurant und ein Kellner (dargestellt von John Lennon) schaufelt ihr riesige Mengen Spaghetti auf ihren Teller.
Ein abrupter Szenenwechsel zeigt die Reisegesellschaft auf dem Weg zu einem kleinen Zelt, das auf einem Feld aufgebaut ist. Einer nach dem anderen verschwindet im Zelteingang. In der nächsten Einstellung ist das Innere des Zeltes zu sehen: Ein kleiner bestuhlter Saal mit einer Bildwand. Nachdem alle Platz genommen haben, fährt die Kamera auf die Bildwand zu und es folgt der Musikclip zu Blue Jay Way, der zum größten Teil George Harrison zeigt, wie er auf dem Boden sitzt und ein mit Kreide auf den Boden gemaltes Keyboard spielt. Nach dem Ende des Liedes applaudiert das Publikum, verlässt das Zelt und besteigt den Bus zur Weiterfahrt.
Die nächste Szene spielt wieder im Labor der Magier. Jetzt sind alle fünf anwesend. Die Magier stellen fest, dass die Reisenden im Bus „a lovely time“ haben und auf die Frage „Was kommt als Nächstes?“ folgt die Antwort: „Ein Lied!“ Damit kehrt der Film zurück in den Bus, wo Ringo Starr die Mitreisenden zum gemeinsamen Singen auffordert. Kurz darauf singt der ganze Bus – auf dem Akkordeon begleitet von Shirley Evans – ein Medley von Liedern (Toot Toot Tootsie, Goodbye, The Happy Wanderer, When Irish Eyes Are Smiling, When the Red Red Robin Comes Bob Bob Bobbin’ Along, Never on Sunday und Cancan – keiner der Titel stammt von den Beatles).
Der Bus hält und die Reisegruppe wird aufgeteilt. Die Männer folgen dem Reiseleiter in einen Nachtclub, wo sie einen Striptease vorgeführt bekommen. Die musikalische Untermalung stammt von der Bonzo Dog Doo-Dah Band, die ihren Titel Death Cab for Cutie vorträgt.
Es folgt ein weiterer abrupter Schnitt, der direkt zur Schlussszene führt. Im Stile klassischer Showfilme eines Busby Berkeley schreiten die Beatles – in weiße Fräcke gekleidet – Seite an Seite eine Showtreppe hinunter, während Formationstanzgruppen mehr oder weniger dekorativ um sie herumtanzen. Die Musik dazu ist der Titel Your Mother Should Know. Als das Lied zu Ende ist, folgt umgehend das Finale. Unterlegt mit der Wiederholung des Titelstücks Magical Mystery Tour sind einige Gruppenszenen zu sehen – auch die Beatles in ihren Magierkostümen tauchen ein letztes Mal auf – während der Abspann läuft.

## Reaktionen
Am Tag nach der Erstausstrahlung im britischen Fernsehen fanden sich in den Tageszeitungen vernichtende Kritiken. Paul McCartney, der am Ende die Regie des Films hatte, trat am selben Tag in der Fernsehsendung The Frost Programme auf, um die Fragen von David Frost zum Misserfolg des Films zu beantworten.
Im Nachhinein wurden als Hauptgründe für das Scheitern des Films der ungünstige Sendetermin, die Ausstrahlung in schwarz-weiß, handwerkliche Mängel bei der Aufnahme und das Fehlen einer Handlung genannt.

## Kritiken
„Witziger, unerhört rhythmischer Film, in dem die Beatles zahlreiche liebe Gewohnheiten der Briten persiflieren, aber auch sich selbst auf die Schippe nehmen. Die Zuneigung der Gesangsgruppe zu den Menschen aus den unteren Schichten, ihrer eigenen Herkunft, ist deutlich spürbar und macht den Film sympathisch.“

## Filmmusik und Soundtrackalbum
Folgende Lieder wurden im Film gespielt, die Kompositionen stammen, wenn nicht anders aufgeführt, von Lennon/McCartney:
Die Titel in der Folge ihrer Verwendung im Film.
1. Magical Mystery Tour
2. The Fool on the Hill
3. She Loves You (instrumentale Jahrmarktsorgel-Version als Hintergrundmusik)
4. Flying
5. All My Loving (Orchesterversion als Hintergrundmusik)
6. I Am the Walrus
7. Jessie’s Dream (bislang unveröffentlichtes Instrumentalstück)
8. Blue Jay Way
9. Death Cab for Cutie (geschrieben von Vivian Stanshall und Neil Innes und vorgetragen von ihrer Band, der Bonzo Dog Doo-Dah Band)
10. Your Mother Should Know
11. Magical Mystery Tour (Wiederholung)
12. Hello, Goodbye (Filmabspann)

- Am 27. November 1967 wurde in den USA das Soundtrackalbum Magical Mystery Tour veröffentlicht, das neben den sechs Filmliedern noch weitere fünf Titel enthält, unter anderen Hello, Goodbye.
- In Großbritannien erschien am 8. Dezember 1967 die  Doppel-EP Magical Mystery Tour, die die sechs Lieder des Films enthält.

## Veröffentlichung
| Magical Mystery Tour | VHS         | englisch |               |                      | |
| Magical Mystery Tour | VHS         | englisch | 26. März 1990 | MPI Home Video/Apple | Ton von George Martin neu abgemischt in Hi-Fi Digital Stereo |
| Magical Mystery Tour | DVD         | englisch | 14. Nov. 1997 | MPI Home Video/Apple | nur in den USA. Die Bildqualität ist im Vergleich zur VHS-Veröffentlichung minderwertiger |
| Magical Mystery Tour | DVD/Blu-ray | englisch | 5. Okt. 2012  | EMI/Apple            | Tonspuren: 5.1 und 2.0, neu abgemischt von Sam Okell-Soundproduzent ist Giles Martin, digital restaurierter Film in 4K, zuzüglich dem Magical Mystery Tour Special, das folgende im Film nicht enthaltene Szenen enthält: Nat’s Dream, Ivor Cutler – I’m Going in a Field und Traffic – Here We go Round the Mulberry Bush; abgewandelte Szeneneinstellungen der Lieder Your Mother Should Know, Blue Jay Way und The Fool on the Hill; Hello Goodbye as featured in Top of the Pops 1967; The Making of Magical Mystery Tour; Ringo the Actor; Meet the Supporting Cast sowie ein Director’s Commentary von Paul McCartney. Die Limited Edition enthält den Film als DVD und Blu-ray, die Replica der Doppel-EP als Vinylversion sowie ein 60-seitiges Buch. |

## Charts und Verkäufe
Chartplatzierungen
| ChartsChartplatzierungen       | Höchstplatzierung | Wochen |
| ------------------------------ | ----------------- | ------ |
| Österreich (Ö3)                | 1 (3 Wo.)         | 3      |
| Schweiz (IFPI)                 | 1 (6 Wo.)         | 6      |
| Vereinigtes Königreich (OCC)   | 1 (… Wo.)         | …      |
| Vereinigte Staaten (Billboard) | 1 (39 Wo.)        | 39     |

Auszeichnungen für Musikverkäufe

| Land/Region               | Auszeichnungen für Musikverkäufe (Land/Region, Auszeichnung, Verkäufe) | Verkäufe |
| ------------------------- | ---------------------------------------------------------------------- | -------- |
| Vereinigte Staaten (RIAA) | Gold                                                                   | 50.000   |
| Insgesamt                 | 1× Gold ·                                                              | 50.000   |

Hauptartikel: The Beatles/Auszeichnungen für Musikverkäufe